# Jessica McNamee

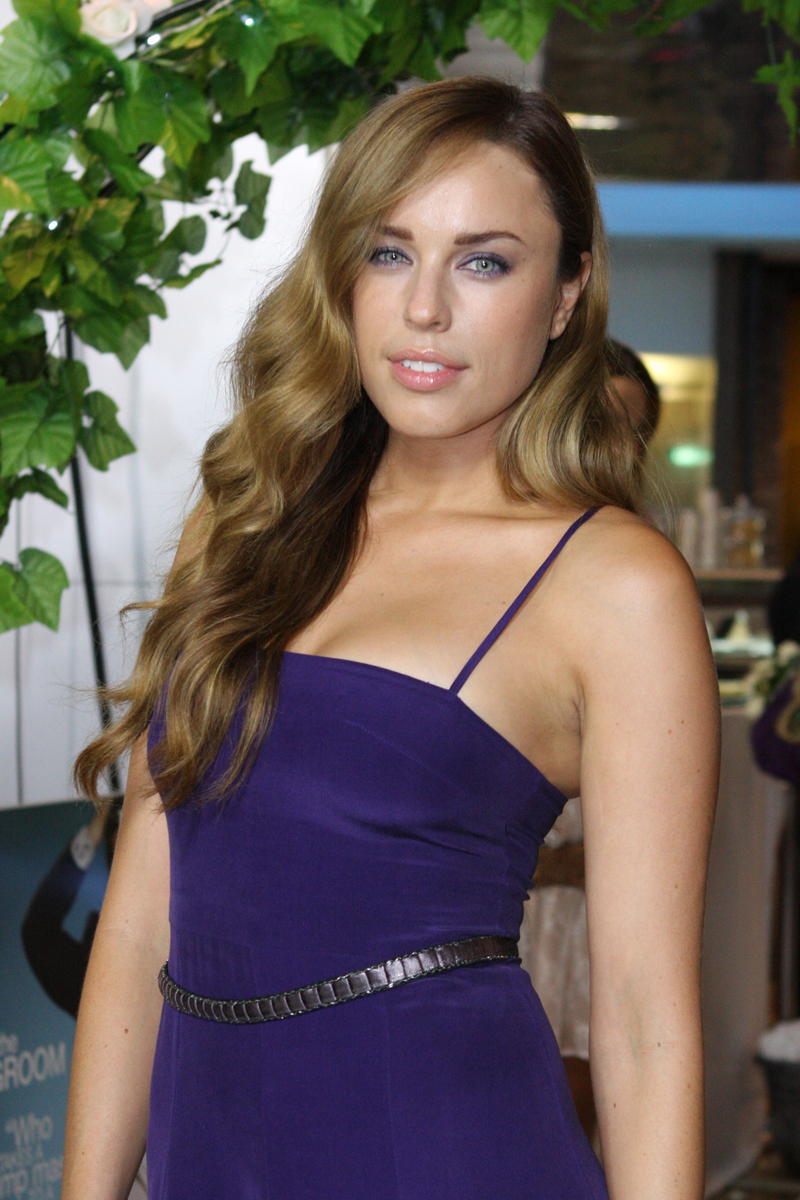
Jessica McNamee (2012)

Jessica McNamee (* 16. Juni 1986 in Sydney, New South Wales) ist eine australische Schauspielerin.

## Leben und Karriere
Jessica McNamee wurde in der australischen Metropole Sydney geboren. Ihre ältere Schwester Penny McNamee und ihre Nichte Teagan Croft sind heute ebenfalls als Schauspielerinnen aktiv. 2007 gab sie ihr Schauspieldebüt in der australischen Soap Home and Away, die sie in ihrer Heimat einem größeren Publikum in der Rolle der Lisa Duffy bekannt machte. Nach ihrem Engagement in Home and Away übernahm sie ein Jahr später in Die Chaosfamilie, einer weiteren Soap, eine Nebenrolle als Sammy Rafter, die sie bis 2013 spielte. 2009 übernahm sie in der australischen Horrorfilmproduktion The Loved Ones – Pretty in Blood, welche beim Toronto International Film Festival 2009 uraufgeführt wurde, als Mia eine Nebenrolle.
2012 trat McNamee in der Rolle der Gwen im Romantikdrama Für immer Liebe an der Seite von Rachel McAdams und Channing Tatum auf, durch die sie erstmals auch einem internationalen Publikum bekannt wurde. Anschließend trat sie in den Serien White Collar und The Time of Our Lives auf. 2014 wurde sie in der Rolle der Polizistin Theresa Kelly in einer Hauptrolle in der Serie Sirens besetzt, die sie bis zur Absetzung nach der zweiten Staffel spielte. 2017 trat McNamee zunächst als Lindsey Taylor in einer Nebenrolle in der Filmkomödie CHiPs auf. Anschließend stellte sie in der Filmbiografie Battle of the Sexes – Gegen jede Regel die ehemalige australische Tennisspielerin Margaret Court dar. 2018 spielte sie im Science-Fiction-Film Meg die Exfrau des von Jason Statham verkörperten Jonas Taylor.
In Mortal Kombat spielt sie die Rolle der Sonya Blade.

## Persönliches
Im Februar 2010 wurde sie Botschafterin der australischen Fred Hollows Foundation. Die gemeinnützige Stiftung konzentriert sich auf die Behandlung und Vorbeugung von Blindheit und anderen Sehproblemen. Im April 2019 heiratete McNamee den Immobilienentwickler Patrick Caruso.

## Filmografie (Auswahl)
- 2007: Home and Away (Fernsehserie, 32 Episoden)
- 2007: Hammer Bay (Fernsehfilm)
- 2008–2013: Die Chaosfamilie (Packed To The Rafters, Fernsehserie, 55 Episoden)
- 2009: The Loved Ones – Pretty in Blood (The Loved Ones)
- 2011: 50-50 (Kurzfilm)
- 2012: Für immer Liebe (The Vow)
- 2012: Scruples (Fernsehfilm)
- 2013: White Collar (Fernsehserie, Episode 4x14 Shoot the Moon)
- 2014: The Time of Our Lives (Fernsehserie, 4 Episoden)
- 2014–2015: Sirens (Fernsehserie, 23 Episoden)
- 2017: CHiPs
- 2017: Battle of the Sexes – Gegen jede Regel (Battle of the Sexes)
- 2018: Der Nachbar – Die Gefahr lebt nebenan (The Neighbor)
- 2018: Meg (The Meg)
- 2019: Into the Dark (Fernsehserie, Episode 1x07 I'm Just F*cking with You)
- 2019: Locusts
- 2020: Black Water: Abyss
- 2021: Mortal Kombat
- 2022: The Visitor
- 2022: Upright (Fernsehserie, 8 Episoden)
- 2024: Windcatcher